# Modern lyrik
Modern lyrik är en lyrikantologi med svenska och finlandssvenska diktare sammanställd av Erik Asklund och utgiven 1931. Antologin anses ha spelat en viktig roll för modernismens genombrott i svensk litteratur.
Medverkande författare är Stellan Arvidsson, Erik Asklund, Gunnar Beskow, Ingeborg Björklund, Gunnar Björling, Hans Botwid, Elmer Diktonius, Johannes Edfelt, Rabbe Enckell, Nils Ferlin, Karl Ragnar Gierow, Helge Granat, Helmer Grundström, Hjalmar Gullberg, Alf Henrikson,  Josef Kjellgren, Sigfrid Lindström, Arnold Ljungdal, Ivar Lo-Johansson, Paul Lundh, Artur Lundkvist, Einar Malm, Harry Martinson, Barbro Mörne, Henry Parland, Sara Sand, Gustav Sandgren, Nils Svanberg, Edith Södergran och Kerstin Söderholm.